# Синьогорський
Синього́рський (рос. Синегорский) — селище у складі Горноуральського міського округу Свердловської області.
Населення — 603 особи (2010, 895 у 2002).
До 12 жовтня 2004 року селище мало статус селища міського типу.